# 2022年香港特別行政區行政長官選舉
2022年香港特別行政區行政長官選舉，為選出香港特別行政區第6屆行政長官的選舉，原訂於3月27日舉行，其後因2019冠狀病毒病疫情的關係，宣布押後至5月8日舉行。本屆由1,461名委員組成的選舉委員會選出行政長官。提名期為4月3日至16日，曾任保安局局長的李家超取得786張提名票，超過在任選委半數，為唯一取得足夠提名的參選人。
時任行政長官林鄭月娥於2022年4月4日宣布不參加本次選舉，成為第二位不尋求連任的特首，至2022年6月30日卸任止。
2022年5月8日，本次選舉僅有李家超一位參選人，投票過程中取得1,416票支持票，8票不支持票的情況下，公佈本次當選人為李家超。他的得票率超過99%，創下歷史新高，成功當選為第6任特首。
2022年5月20日，時任國務院總理李克強簽署國務院令，任命李家超為第6任香港行政長官。

## 背景
2022年2月，香港的2019冠狀病毒病疫情惡化，中共中央總書記習近平對此向香港政府作出重要指示，要求把盡快穩控香港疫情作為當前壓倒一切的任務，時任行政長官林鄭月娥根據習近平的指示，於同月18日召開行政長官會同行政會議，宣佈引用《緊急情況規例條例》訂立附屬法例第241M章《緊急情況（選舉日期）（第六任行政長官）規例》，押後原定於2022年3月27日舉行的行政長官選舉至5月8日舉行。林鄭月娥於4月4日宣佈不尋求連任，並結束過去42年的政治生涯，她表示不會連任的意願早於去年向中央表達，亦獲得理解，至此香港連續第二次有時任行政長官不尋求連任，亦意味著香港自主權移交25年來（即中華人民共和國政府對香港的五十年不變承諾的一半時間）皆沒有一位行政長官能完整做滿兩屆十年任期。

## 選舉辦法
提名期由2022年4月3日開始，至4月16日結束，由於4月15及16日為公眾假期，提交提名表格的限期為4月14日。根據第十三屆全國人民代表大會通過的《關於完善香港特別行政區選舉制度的決定》，行政長官候選人須獲得不少於188名選舉委員會委員的提名，而且在5個界別中每個界別取得不少於15個委員的提名，之後須經過香港特別行政區候選人資格審查委員會審查參選資格，包括是否符合擁護《香港基本法》和效忠特區的要求。候選人必須最少獲得選舉委員會751票才能當選。
2022年5月4日，廉政公署表示，在進行網上巡查時，尚未發現有人煽惑他人不投票或投白票。

## 事件

### 冼國林率先宣佈參選
電影制作人、時事評論員冼國林於2022年1月19日宣布參選，成為首位公佈參加是屆選舉的參選人。在宣佈競選的影片中，冼國林表明自己會盡力配合中央施政，旨在提升市民的生活水平，照顧各階層的利益。惟因該影片配上簡體中文而非香港本土民間及官方採用的繁體中文，他受到包括支持香港本土運動、使用繁體中文作為日常書寫文字的大多數民眾詬病。2月上旬，他出席外國記者會午餐會時，主動回應外界對其參選的質疑——他形容自己已是有名氣的KOL，已有足夠財富生活。因1月到2月期間並無其他競爭者表態參選，冼國林當時坦率地形容自己等候他人報名參選到快要睡著了的地步。

### 政府豁免候選人防疫聚集限制
2022年4月2日，政府為「行政長官候選人」的群組及多戶聚集作出豁免，包括在4月3日起至4月23日為已公開宣佈參選人士批准與選委會委員舉行選舉相關聚集。而4月23日至5月8日容許候選人舉行與公眾之間的選舉相關聚集，但只限室內聚集。政府認為有關安排符合社會整體利益和有必要性。

### 中聯辦與部分選委會面
2022年4月6日，全國政協常委唐英年、港區全國人大代表黃玉山等多名選委進入香港中聯辦。在會後他們表示時任政務司司長李家超是中央唯一支持的人選參與行政長官選舉。而中聯辦亦對下任特首提出四大條件，包括“堅定愛國愛港立場、有應變能力應付外部勢力干預、廣泛爭取市民支持，及人品正直不易被人攻擊”。

### 李家超宣佈參選

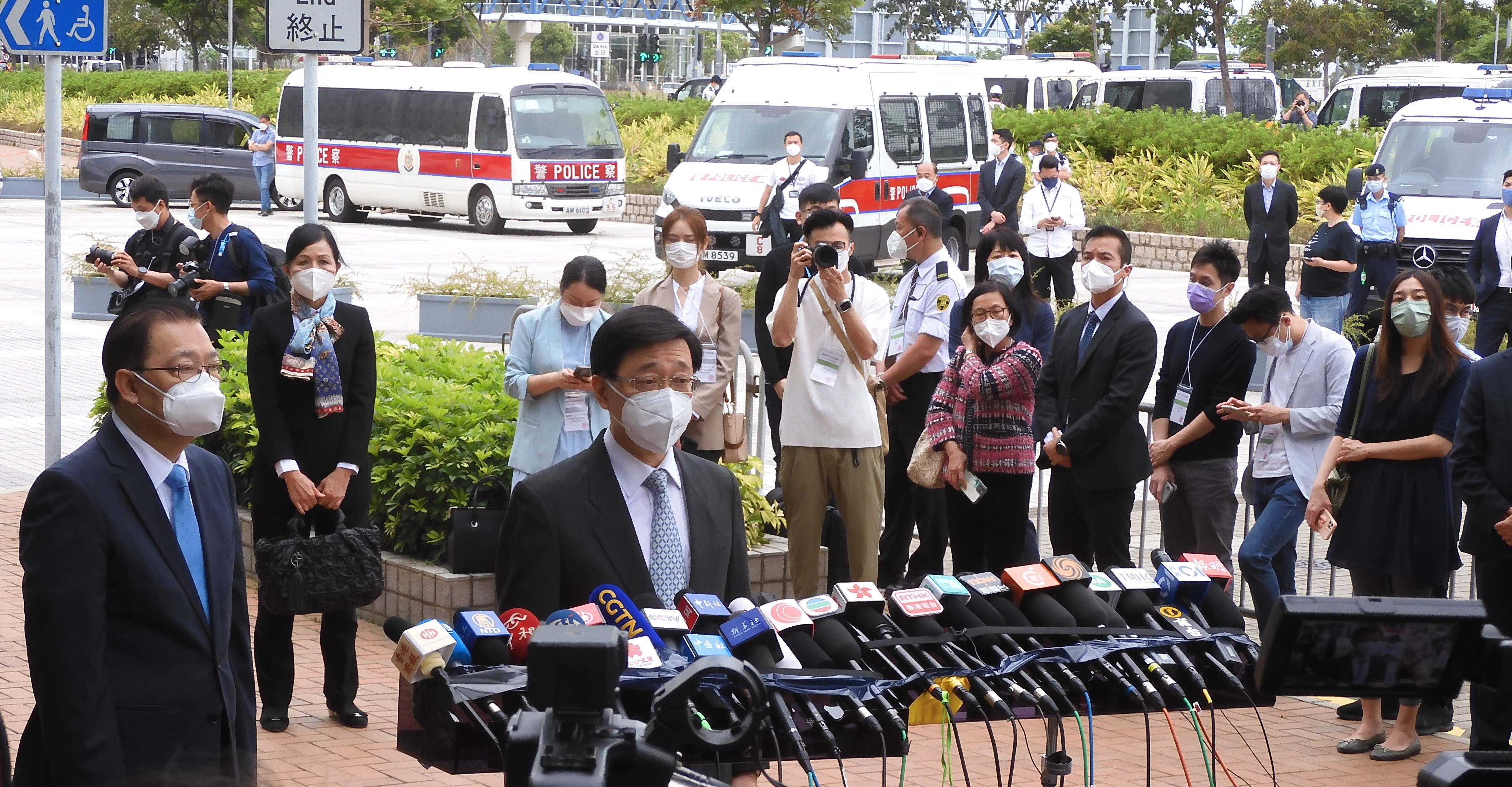
4月13日，香港前政务司司长李家超报名参与新一届特首选举。記者會進行期間，警方嚴密戒備

2022年4月6日上午，香港中聯辦約見選委，據傳其傳達李家超是中央「唯一支持」的候選人，呼籲選委支持。會後，部分選委表示將提名李家超為行政長官候選人，但當時李家超仍未宣布參選。下午，特區政府發佈新聞稿表示現任特首林鄭月娥已收到政務司司長李家超請辭，並即時開始休假。辭職到4月6日獲得中央批准，並參與新一屆特首選舉。李家超原定在4月8日舉行網上記者招待會，但之後延遲一天進行。
若是李家超成功當選，他將成為首位警察出身的行政長官，意味著香港未來將由「武官」背景人士全面掌權。

### 廉政公署指無發現有人煽動於特首選舉投白票
2022年5月4日，廉政專員白韞六指特首選舉期間會作網上巡邏，暫時未有發現有人煽動於行政長官選舉投白票或不投票。而選舉當日會派出約80人到票站視察投票及點票過程。

### 警方嚴密布防
警方在選舉當日部署7,000警力作出高姿態巡邏，包括舉行投票的灣仔會展一帶，以及其他重點基礎設施，大型商場和交通樞紐等，確保投票及點票活動安全有序舉行。當日部署人員包括第一梯隊、第二梯隊、警方反恐特勤隊、鐵路應變部隊、機場特警組等。

### 社民連遊行要求落實雙普選
2022年5月8日早上，社民連3名代表由灣仔港鐵站出發到會展方向遊行，沿途有多名警員緊隨，最終他們只能遊行至中環廣場外。

## 各政黨立場

### 建制派
- 民建聯：主席李慧琼表示，其黨友基本上都有將提名交予李家超，包括副主席陳學鋒。陳學鋒則說，相當認同李家超提出的「以結果為目標」施政理念[23]。
- 新民黨：5位新民黨立法會議員將提名表格交給李家超，表示相信他能帶領特區政府，破解香港各類深層次問題，並且在「一國兩制」框架下， 堅定維護國家安全及發展利益[24]。

### 中間派
- 新思維：社福界選委狄志遠認為，行政長官選舉似乎只有一名候選人並不理想。同時指出李家超過去負責國安或紀律部隊方面工作的表現上硬橋硬馬和硬朗[25]。但其後狄志遠表示會投票支持李家超[26]。

### 民主派
- 民主黨：該黨指李家超首要工作應是與民間建立互信，又批評李家超政綱大多老調重彈[27]。
  - 民主黨主席羅健熙更形容政綱「得個名比較新」，不少政策建議都是上屆政府已提出，如解決跨代貧窮計劃、公屋提前上樓計劃等與現行政策沒大分別。
  - 民主黨醫療政策發言人袁海文指該政綱與現屆政府並無分別，更指現時各區的地區康健中心沒有駐場的家庭醫生，沒有醫生能為求助居民作出診斷和轉介，重覆求診浪費時間和醫療資源。他又稱李家超的政綱空泛，篇幅和內容都比5年前的特首參選人少，當中亦似乎離不開林鄭月娥2021年施政報告的方向，建議中共盡快找「孔明」為李家超輔政。
  - 民主黨民政事務發言人朱子洛認為，區議員本來就在地區擔當支援角色，李家超刻意忽略區議會職能，建立由建制主導的「地區服務及關愛隊伍」義工網絡，只會令地區勢力失衡，亦截斷了區情上達的通道，部份市民聲音被掩埋，對社會發展帶來非常負面影響。他亦指，目前互委會及法團亦正在發揮聯繫社區的作用，不加以善用而另建新的網絡，事倍功半。

## 提名期
是次選舉之提名期會由2022年4月3日開始，至2022年4月16日結束，由於4月15及16日為公眾假期，提交提名表格的限期為4月14日。每個有意參選的人最少需獲得188名選委的支持才可獲得參選資格，而且在5個界別中每個界別取得不少於15個委員的提名。

### 建制派選委意向
建制派選委在李家超未有公佈政綱下，已經紛紛發聲明支持李家超參選。
- 商界及勞工界選委認為「最重要是理念，政策則是實際操作」[29]。

- 香港四大地產商，包括長江集團董事局主席李澤鉅、新鴻基地產董事局主席兼董事總經理郭炳聯、新世界發展行政總裁鄭志剛和恒基兆業董事局主席李家誠均在4月7日發表聲明，支持李家超出任特首。他們均讚李家超果斷硬朗，幫助香港「由亂入治」。信和置業董事會主席黃志祥其後亦表示支持李家超，指他有維護國家安全和社會安定的堅定意志和能力[30]。

- 多個建制派人士，包括馬逢國，林健鋒，唐英年和譚惠珠等人士口徑一致，認為李家超具管治能力和政治承擔，絕對是適合人選[31]。其中葉國謙更指出1500人選委有廣泛代表性，不認為只有一位參選人是認受性低和削弱認受性[15]。

### 團體意向
- 政府人員協會、香港公務員總工會、國家行政學院香港同學會及香港特區政府公務人員聯會發表聯合聲明，支持李家超參加第六屆行政長官選舉。主要原因包括他的卓越表現，可以應對複雜政治形勢，同時堅定不移維護國家安全和緊跟國家發展步伐。[32]
- 香港友好協進會388名選委歡迎及支持李家超參選。香港友好協進會會長唐英年形容獲得「好有啟發性的意見」。[33]

### 候選人報名
根據選舉，所有候選人須親自到中環展城館提交報名表格。獨立媒體記者在交表首日（4月4日）發現有3人到場，其中一名中年女子拉著手拉車並手持提名表格準備進入館外的鐵馬範圍時，被警員及保安攔截，其後選舉事務處職員亦問她來意。最後她自行離去。而其餘兩人向職員展示文件及手機內容後獲准進入展城館內達1.5小時，但他們離開後均拒絕向記者交代詳情。

#### 李家超遞交提名
2022年4月13日，李家超於上午約10時到選舉主任辦事處遞交786個提名。
2022年4月18日，候選人資格審查委員會裁定李家超提名有效。

## 候選人
| 候選人 | 候選人 | 候選人 | 出生日期 （歲數）      | 政治派系 | 近年職位                                                                     | 選舉活動 | 選舉口號 | 獲提名票數          |
| ------ | ------ | ------ | ---------------------- | -------- | ---------------------------------------------------------------------------- | -------- | --- | ------------------- |
|        |        | 李家超 | 1957年12月7日 （64岁） | 建制派   | 政務司司長 （2021–2022） 保安局局長 （2017–2021） 保安局副局長 （2012-2017） | 選舉活動 | 同為香港開新篇 We and Us A New Chapter Together宣布參選：2022年4月9日 報名參選：2022年4月13日 獲確認候選資格：2022年4月18日 選舉網站：www.johnlee2022.hk | 786 / 1,454 （54%） |

### 宣佈參選
以下人士曾公開宣佈參選，但最終均未獲得候選人資格。
- 冼國林，電影制作人、時事評論員，曾任國藝集團董事會主席，2022年1月19日宣布參選，競選口號為「忠誠坦蕩，仗義擔當，不患得失，赤誠報港」[37]，2022年4月14日聲稱自己有足夠選委支持入閘，但因支持李家超而宣佈退選[38]。
- 胡世全，前民建聯成員、工商物業投資者，2022年2月15日及3月16日宣布參選[39][40]。他曾參加2010年立法會新界東補選，亦曾宣布參加2012年香港特別行政區行政長官選舉及2017年香港特別行政區行政長官選舉，是次為他第三次宣布參與香港行政長官選舉，最終並無取得任何一位選委提名[41]。
- 賴紅梅，報稱畢業於香港大學文學院，曾任職教師及保安員。她於葵涌一座工廠大廈舉辦記者會時公佈以「神愛世人，天耀中華。賜我良知，佑民康泰」為參選口號並向在場記者派發《中華經典名句》和揮舞龍泉寶劍，稱為香港斬妖除魔。其政綱包括強制新人婚前輔導、向市民每年派發一萬元「醫療券」、向市民每月派發二千元「消費券」、取消本地所有派位及公開考試及向每名學生每年派發五萬元「學費券」等[42][43]，最終並無取得任何一位選委提名[41]。
- 傅昌權，報稱「自由傳道人」、「心理輔導員」，曾向傳媒發放手寫履歷，亦將有關資料寄予中聯辦主任駱惠寧[44]，最終並無取得任何一位選委提名[45]。

其他曾對外表示參選特首的人士，還包括撰寫37頁政綱的女士李稚嘉、上屆曾宣布參選並自稱「政治新鮮人」的蕭德良、「珍惜群組」召集人李璧而等。

## 选举结果

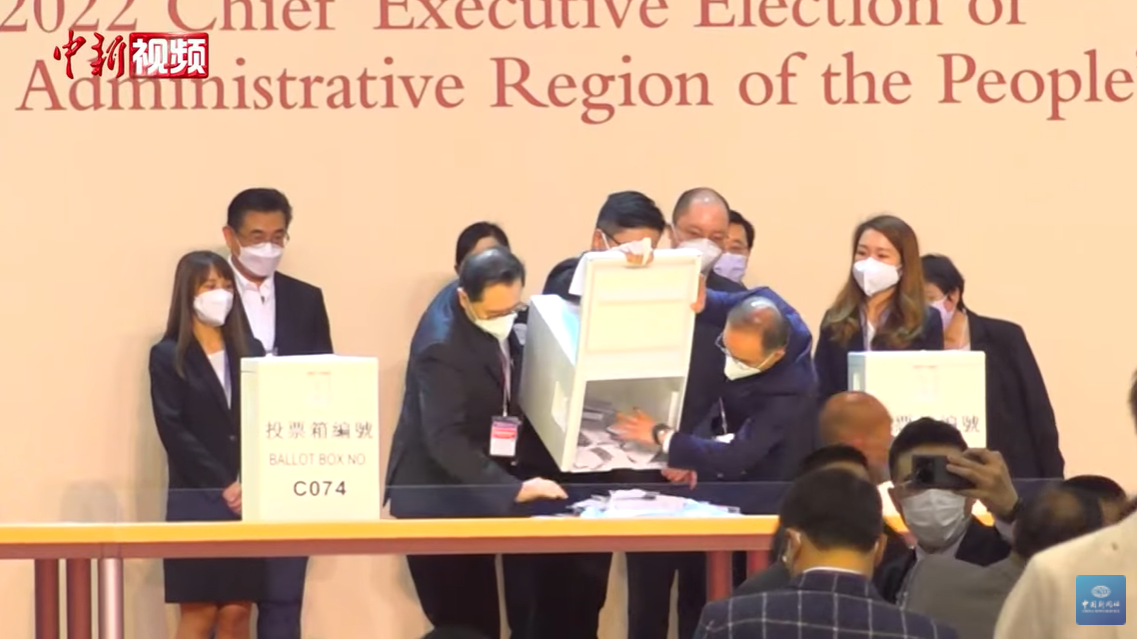
行政長官選舉進行點票

选委乘坐私家車到場，並有保安迎接

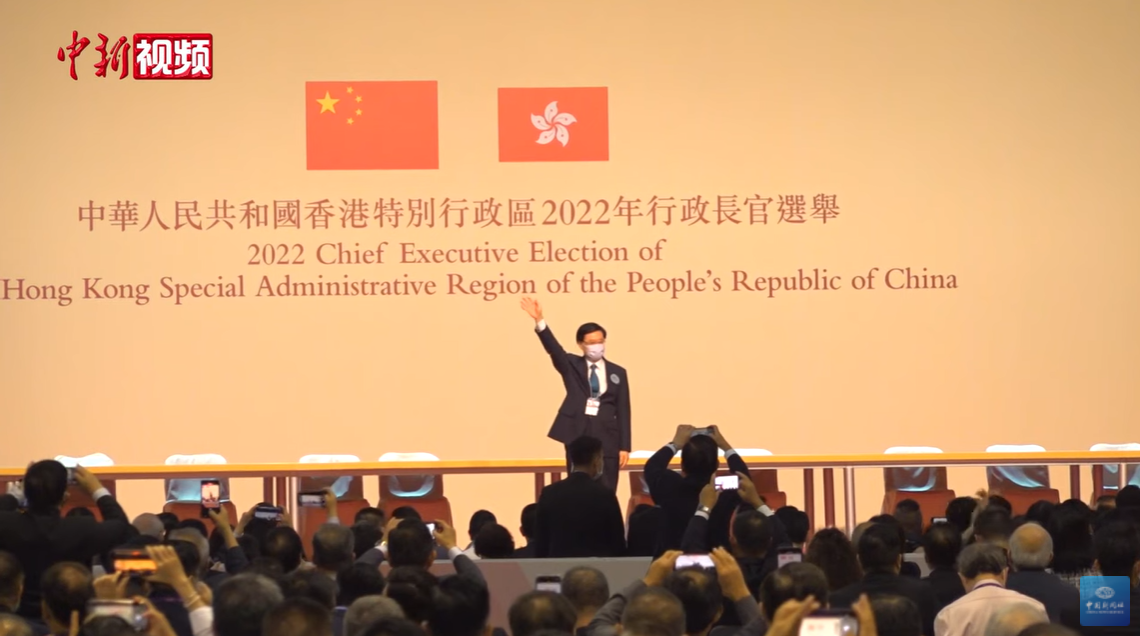
唯一候選人李家超獲得1416票當選，得票率達99%

第六屆行政長官選舉於2022年5月8日於香港會議展覽中心舉行。結果唯一候選人李家超獲得1416票當選，得票率達99%，創下歷史新高。
| 選項                | 票數  | 百份比 |
| ------------------- | ----- | ------ |
| 支持                | 1,416 | 99.44  |
| 不支持              | 8     | 0.56   |
| 有效票              | 1,424 | 99.72  |
| 無效票              | 4     | 0.28   |
| 總投票數            | 1,428 | 100    |
| 符合資格選委/投票率 | 1,461 | 97.74  |
| 來源:               |       |        |

## 选後
2022年5月9日，候任特首李家超先後拜會行政、司法、立法首長，當中包括在政府換屆前完成政府架構重組工作。而立法會主席梁君彥指立法會盡力確保新舊政府順利交接。同日下午，他拜訪4個中央駐港機構，包括中聯辦、駐港國家安全公署、外交部駐港特派員公署和解放軍駐港部隊。
香港有學校和社會團體更祝賀李家超當選，其中李家超小學時就讀的深水埗五邑工商總會學校，外牆掛上巨型直幡，寫上印有「熱烈祝賀校友李家超當選行政長官」。香港遊樂場協會在其facebook專頁發帖文，熱烈祝賀李家超高票當選為香港特別行政區第六任行政長官。香港的士司機從業員總會會長、選舉委員會委員林曉輝在《星島日報》發表文章，形容有十多萬香港的士從業人員會員及其家人，全力支持新一屆行政長官。

## 爭議
《信報》發現投票站设在灣仔會議展覽中心，法例沒有規定選委進入投票站時必須使用「安心出行」或已接種疫苗。只鼓勵選委、候選人以至其代理人，進入投票站前使用「安心出行」。不過在同一場地內的點票站及新聞中心，卻規定所有訪客包括傳媒、公眾人士和政府工作人員，必須遵守「疫苗通行證」安排，並使用「安心出行」。

## 評論

### 市民
- 《明報》訪問市民，指沒有留意選舉，對誰在任都不會特別關心，因為無期望。有市民更形容目前香港「已經是一個爛局」，認為每任特首上任時都說要解決社會問題，但最後「無一個做到」。[58]

### 香港特區政府、建制派和中國政府
- 中聯辦主任駱惠寧指李家超高票當選，是選委們的鄭重選擇，同時是市民意願的集中體現。[59]他更指這場1,461人參與的選舉得到香港社會廣泛參與，可以讓世人展現香港特色民主發展道路。[60]
- 外交部駐港公署發言人對歐盟有關特首選舉的言論表示強烈不滿和堅決反對，要求歐盟政客立即停止插手香港事務。發言人形容選舉結果“眾望所歸、人心所向”，是“無端攻擊抹黑選舉制度，惡意詆毀『一國兩制』成功實踐”。[61]
- 中國駐歐盟使團發言人表示，歐盟罔顧國際法和國際關係基本準則，公然詆毀抹黑特區選舉，粗暴干涉香港事務和中國內政，對此表示強烈不滿及堅決反對。[62]
- 特區政府發言人強烈反對兩份聲明中作出無端批評和不實評論，認為他們公然干預純屬中國內政的香港事務，亦明顯違反了國際關係的基本準則，指出任何有關完善選舉制度削弱香港管治中民主成分的指控皆是錯誤。[63]

### 學者
- 學者鍾劍華批評目前環境在中國中央政府支持李家超下，選委「西瓜靠大邊，自動送上提名，政綱根本不重要」。[29]（對於前政務司長李家超在未有提出具體政綱下，已經取得約300張提名票）
- 全國港澳研究會副會長劉兆佳指李家超高票當選顯示建制陣營空前團結，有利新政府順利開局。而田飛龍指絕大部分選委肯定李家超競選綱領，經歷「修例風波」、新型肺炎疫情後，更認同社會要聚焦發展再出發，李家超可以「推動香港在『一國兩制』下半場編新篇章」。[64]
- 中大政治與行政學系高級講師蔡子強認為，李家超得到高得票率是預期之內，認為香港的選舉走向與內地沒有競爭和極少反對票的選舉一樣。
- 在「完善選舉制度」的安排下，這次香港特首選舉和澳門的「一人模式」雷同。香港中國事務記者及評論人林和立認為「中國已表明不奉行西方式或美國的選舉制度，認為澳門的選舉模式省時省力，同時可以凝聚建制派支持一個北京認為稱職及滿意的候選人，不需要做場戲弄出另一個競爭者出來。」他指出，過往數屆選舉，第一屆有四個候選人，由董建華當選，而曾蔭權那一屆更有梁家傑作為民主派的代表，這都有西方式民主成份。[65]
- 台灣學者謝金河指出，雖然本次李家超當選創下歷屆香港行政長官非自動當選的最高得票率，但這是極權體制下的產物[66]。

### 国际反应
- 欧洲联盟外交和安全政策高級代表博雷利（Josep Borrell）發表聲明，指修改後的選舉制度導致大幅收窄選民基礎表示遺憾，與《基本法》列明具廣泛代表性的承諾背道而馳，認為是違反民主原則和政治多元化。呼籲內地及香港當局履行本地及國際承諾，最終目標是透過普選產生特首及立法會議員。[67]
- 七大工業國集團（加拿大、法國、德國、意大利、日本、英國和美國，G7）外長和美國國務卿就特首選舉發表聲明，指特首選舉的過程背離普選目標，是持續侵蝕香港的政治和公民權利。[68]

- 伊朗駐港澳總領館在Twitter專頁發文祝賀李家超當選行政長官，表示一直支持一國兩制以及愛國者治港實施。[69]

- 《紐約時報》以「橡皮圖章式選舉」（rubber stamp election） 形容是次選舉；[70]
- 路透社則形容李家超為「候任特首」（leader-in-waiting）；[70]
- 法新社形容李家超預期將獲「授予」（anointed）為下任特首。[70]
- 英國廣播公司（BBC）及新加坡《海峽時報》形容是選委會「小圈子揀選」下任特首（selected by a closed-circle committee）。[70]
- 美國有線新聞網絡（CNN）形容1400多名選委「委任」（appoint）李家超為下任特首。[70]
- 日本《朝日新聞》標題指李家超是「忠於北京、鎮壓 200 萬人示威，香港政府的新領導」。[71]
- 法國國際廣播電台發現過往香港五屆候任特首當選後，美國和英國政府均有祝賀。不過是次選舉英美政府均沒有祝賀，其中歐盟外交和安全政策高級代表博雷利（Josep Borrell Fontelles）批評有關「選擇」過程是進一步瓦解「一國兩制」，而台灣陸委會呼籲他尊重香港人有追求民主的權利，同時停止傷害香港自由人權。[72]

## 行政長官選舉答問會
由七間電子傳媒（包括无线电视新闻部、香港电台新闻部、鳳凰衛視香港台、新城电台新闻部、now新聞台、有线新闻台及商业电台新闻部）主辦及直播的行政長官選舉電視辯論，於4月30日晚上8時半至9時半在無綫電視將軍澳電視城舉行，並由無綫電視負責製作，龍耳提供手語傳譯。

## 外部連結
- 2022年行政長官選舉官方網站 （页面存档备份，存于）
- 2022年行政長官選舉－中央平台 （页面存档备份，存于）
- 星島頭條－2022年行政長官選舉專頁 （页面存档备份，存于）
- 香港01－2022年行政長官選舉專頁 （页面存档备份，存于）
- 香港網絡大典上的相关条目：2022年行政長官選舉